# Zákryt

Zákryt planety Saturn Měsícem

Zákryt (okultace) je astronomický jev, kdy jeden objekt je celý skryt za druhým objektem, nacházejícím se mezi zakrytým objektem a pozorovatelem. Pokud je úhlová velikost objektu, který se nachází mezi pozorovatelem a pozorovaným objektem, menší než úhlová velikost pozorovaného objektu, nastává pouze jeho přechod.
Často je zákryt jedinečnou příležitostí ke zjištění některých vlastností pozorovaných objektů. Zákryt hvězdy planetou umožňuje zjistit tloušťku planetární atmosféry a některé její vlastnosti, zákryt hvězdy asteroidem umožňuje zjistit jeho velikost, zákryty a změnami jasnosti se prozrazují zákrytové dvojhvězdy.
Zákrytů měsíců Jupitera s Jupiterem využil v roce 1676 Ole Rømer k určení rychlosti světla.

Animace znázorňující změny jasnosti zákrytové dvojhvězdy při přechodu a zákrytu hvězd